# 桂啟芳
桂啓芳（16世紀—17世紀），字叔開，號鲁菴，湖廣黃州府蘄水縣人，明朝政治人物。

## 生平
桂啟芳是萬曆四十六年（1618年）舉人，崇禎四年（1631年）成進士，都察院观政，獲授晋江县知县，七年起補海陽知縣。當時海盜劉香肆虐，他用計抓拿其黨羽林龍角、周瑞偉杖殺，又協助總督熊文燦平定劉香，卻被妒忌者陷害奪職。之後他專心讀書，每天挑燈夜讀，寫下《類海策畧》等書，但全都散失，有子桂陵。

## 引用
1. ↑  《崇祯四年辛未科三百五十名进士履历》：桂啓芳，鲁菴，易一房，乙巳二月十六日生。蕲水人，戊午五十九，會一百七十，三甲七十四名。都察院政，授晋江知县，甲戌补海阳县。曾祖休，判官。祖。父凌雲，举人、推官、升知州。
2. 1 2  光緒《蘄水縣志·卷十·人物志》：桂啟芳，字叔開，崇禎辛未進士。授海陽令，時海寇劉香老猖獗，啟芳以計擒其黨林龍角、周瑞偉杖斃之，更出奇助督府平香老等，忌者奪其功落職歸。益讀平生所未竟書，披衣挑燈達曙不倦，著有《類海策畧》諸書，今多散失無全帙，子陵見文苑。
3. ↑  光緒《蘄水縣志·卷七·選舉志》：（萬曆）四十六年戊午（舉人）……桂啟芳 治《易》，進士